# Halichoeres hortulanus
Halichoeres hortulanus là một loài cá biển thuộc chi Halichoeres trong họ Cá bàng chài. Loài này được mô tả lần đầu tiên vào năm 1801.

## Từ nguyên
Tính từ định danh hortulanus trong tiếng Latinh mang nghĩa là "ở trong khu vườn", không rõ hàm ý đề cập đến điều gì. Scharpf và Lazara (2021) cho rằng tên gọi đề cập đến kiểu màu sắc bắt mắt của chúng giống như một vườn hoa đang nở rộ. Mazza thì cho rằng, từ này có nghĩa là "người làm vườn", do loài cá này có hành vi xới cát và các mảnh san hô để tìm thức ăn, nhưng Lacépède không đề cập đến hành vi này trong bản mô tả của ông.

## Phạm vi phân bố và môi trường sống
H. hortulanus được phân bố rộng khắp khu vực Ấn Độ Dương - Thái Bình Dương, kể cả Biển Đỏ. Từ bờ biển Đông Phi và Nam Phi, phạm vi của H. hortulanus trải dài về phía đông đến quần đảo Line, quần đảo Marquises và Tuamotu, ngược lên phía bắc đến vùng biển phía nam Nhật Bản (bao gồm quần đảo Ogasawara), xa về phía nam đến Úc (bao gồm cả rạn san hô Great Barrier và đảo Lord Howe).
Ở Việt Nam, H. hortulanus được ghi nhận tại đảo Lý Sơn (Quảng Ngãi); cù lao Chàm (Quảng Nam); bờ biển Phú Yên; vịnh Nha Trang và vịnh Vân Phong (Khánh Hòa); bờ biển Ninh Thuận; cù lao Câu và một số đảo đá ngoài khơi Bình Thuận; đảo Phú Quốc và quần đảo An Thới (Kiên Giang); Côn Đảo; cũng như tại quần đảo Hoàng Sa và quần đảo Trường Sa.
H. hortulanus sống trên các rạn san hô viền bờ và trong đầm phá, nơi có nền đáy cát ở độ sâu đến ít nhất là 30 m.

## Mô tả

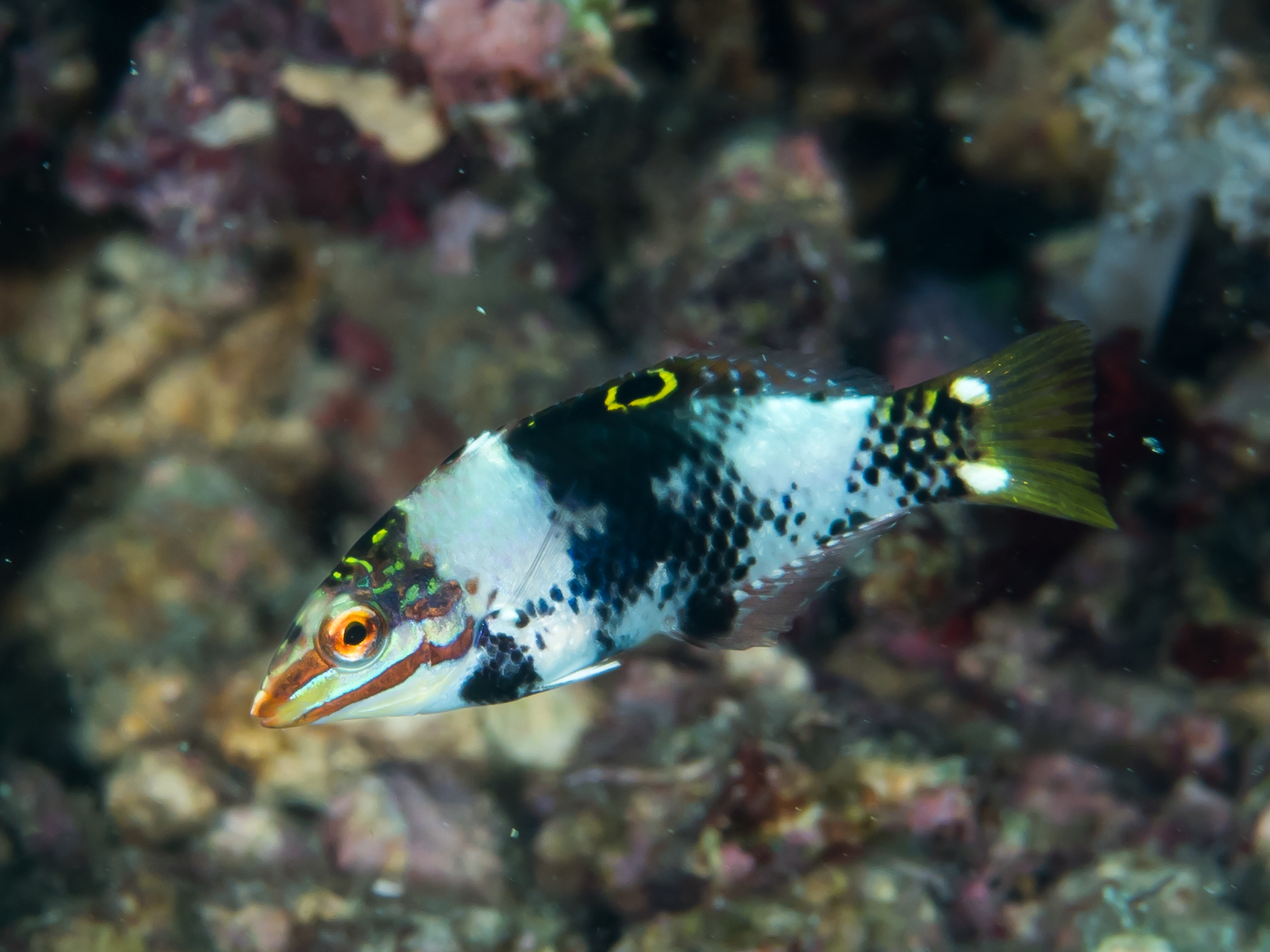
Cá con

H. hortulanus có chiều dài cơ thể lớn nhất được ghi nhận là 27 cm. Cá cái và cá đực đặc trưng bởi những hàng đốm vuông trắng viền đen trên vảy của chúng. Hai cặp răng nanh ở phía trước của hàm trên và một cặp ở hàm dưới.
Cá cái có hai đốm vàng ở gốc vây lưng (đốm trước lớn hơn đốm sau, nhưng đốm sau có thể không có ở nhiều cá thể) với một vệt đen lớn giữa hai đốm này. Đầu màu vàng lục với các vệt sọc màu hồng cam. Vây lưng và vây đuôi có màu vàng tươi. Bụng và các vây còn lại trắng (trừ vây ngực trong suốt). Cá đực có màu xanh lục, đặc biệt ở vùng đầu. Vảy trên thân có thêm các đốm màu xanh lam thẫm, làm nổi bật kiểu hình ca rô của chúng. Phía sau đầu có một dải màu trắng nhạt. Vây đuôi chuyển sang màu xanh thẫm với dải màu đỏ cam ở rìa sau. Đốm đen trên lưng có thể biến mất ở nhiều cá thể. Cá con lốm đốm các mảng màu trắng và đen trên thân; giữa vây lưng có một đốm đen lớn viền vàng. Vây đuôi trong mờ, màu vàng.
Số gai ở vây lưng: 9; Số tia vây ở vây lưng: 11; Số gai ở vây hậu môn: 3; Số tia vây ở vây hậu môn: 11; Số tia vây ở vây ngực: 13–14; Số gai ở vây bụng: 1; Số tia vây ở vây bụng: 5; Số vảy đường bên: 26.
L. centiquadrus là một danh pháp được chính tác giả Lacépède mô tả dựa trên kiểu hình của loài này nhưng chỉ có một đốm vàng ở lưng. Do có sự đa dạng về kiểu hình giữa cá đực và cá cái, cũng như những cá thể đang trong quá trình chuyển đổi giới tính, nên H. hortulanus từng được xem là những loài khác nhau.

## Sinh thái học
Thức ăn của H. hortulanus chủ yếu là những con mồi có vỏ cứng, bao gồm nhuyễn thể, giáp xác và cầu gai.

## Thương mại
H. hortulanus được đánh bắt trong các hoạt động buôn bán cá cảnh. Cá có kích thước lớn có thể được bán trong các chợ cá.